# 바이메인
바이메인(영어: bimane)은 헤테로고리 화합물이다. 바이메인은 바이메인 염료로 알려진 형광색소 부류의 핵심을 형성한다.
|  |

## 같이 보기
- 헤테로고리 화합물